# Bernardino José de Queiroga Júnior
Bernardino José de Queiroga Júnior (Vila do Príncipe, hoje Serro, 14 de julho de 1800 — Serro, 1866) foi um advogado e político mineiro.
Filho do coronel Bernardino José de Queiroga e de Maria Salomé Perpétuo Queiroga.
Foi vereador do Serro (1837/40), deputado da segunda Junta Eleitoral de Minas Gerais (1822), deputado provincial (1838/39), deputado geral (Câmara dissolvida por D. Pedro II, antes de instalada, em 1842), vice-presidente interino da província de Minas Gerais, de 11 de maio a 22 de junho de 1848 e presidente da mesma província, nomeado por carta imperial de 2 de junho de 1848, de 22 de junho a 4 de novembro de 1848.